# 赤鼻のセンセイ
『赤鼻のセンセイ』（あかはなのセンセイ）は、2009年7月8日から同年9月9日まで、日本テレビの『水曜ドラマ』枠（毎週水曜日 22時 - 22時54分・JST）で放送されたテレビドラマ。大泉洋の連続ドラマ初主演作。

## 概要
長期の入院が理由で、学校に通うことができない子供たち。その子供たちのために、病院の一角に併設された院内学級。そこで中学生の担任教師である石原参太朗が、心の病も抱える生徒たちを笑いで癒やすため立ち上がる姿を描くドラマ。
キャッチコピーは「真っ赤なお鼻のセンセイはいつもみんなの笑い者」。

## キャスト
石原 参太朗
演 - 大泉洋
本作の主人公。院内学級教師（中学生クラス担任）。大学で教員免許を取得したが前職は家電量販店の販売員。前職をクビにされ、恩師の助けにより院内学級の教師として働くようになる。病気持ちの生徒たちを楽しませようと奮闘するが、笑いのセンスはまるでない。いつも生徒を笑わせる太川をライバル視している。お調子者で空気が読めず、そうと決めたら突っ走ってしまい、時には無神経なことを言ってしまう。「人は笑うために生きている」という信念を持っている。ウケを狙う時にはトナカイのような赤い鼻をつけるが、その赤い鼻にとくに意味はないらしい。受け持ちの生徒たちにあだ名をつける癖がある。
また、まれに、大泉が出演する『水曜どうでしょう』（北海道テレビ）内での、大泉自身の言葉を使うことがある。
七瀬 遥華
演 - 香椎由宇
医師三年目の若手女性小児科医。当初は冷静で責任感が強く生真面目な性格で、院長である桜山にさえ少々冷たい態度を取っていた。医術による治療を第一に考えていた為に、院内学級の存在を疎ましく思っていた当初は石原とは毎回事あるごとに対立していたが、和田に言われたことがきっかけとなり、考えを改めるようになる。視野が広くなり、改心以前はことごとく石原の案や願いを却下していたが、改心以後は（多少無茶でも）大抵のことなら認めるようになった。当初のキャラクターとのギャップからか名前を知られてからはネタにされることも。
八重樫 守
演 - 神木隆之介
中学3年生。難治性喘息で入院中。石原がつけたあだ名は「八重っち」。以降は和田もそう呼ぶようになる。3人の中では一番症状が軽く、退院も目の前で、受験のため真面目に勉強に専念しているが、志望校には病気のせいで受験を拒否されている。自分たちのことをわかったつもりでいる石原に反発するが、次第に彼を認めていく。最近では石原に付き合って自分もボケることも（ただし、レベルも石原並み）。結構世話好きな一面も持つ。外へ出ることすら出来ないため、普段はベッドの上でゲームや音楽鑑賞、読書などをしていることが多い。石原によって生徒会長に任命されたが、本人は嫌がっている。徐々に病状が回復していき、志望校に受験を認められ、外出の規定も緩やかになった。ツッコミをすることが多い。最終回で志望校に合格し、その後退院し、志望校の高校に進学する。
和田 雅樹
演 - 須賀健太
中学2年生。急性骨髄性白血病で入院中。石原がつけたあだ名は「和田っち」。日本史、特に幕末史が好き。3人の中では一番病状が重く、峠を迎えることもあった。八重樫と同じ病室で、一つ年上の彼とは兄弟のように仲がいい。八重樫と同じく石原に反発するが、徐々に打ち解けていく。以後は、石原を励ましたり彼にだけ本心を打ち明けるなど、教師・生徒という上下関係よりもむしろ友情に近い仲になっており、石原にとって重要な役割をする部分が多い。曲がった事が大嫌いな性格。小学生の頃はクラスの人気者だった。その性格上、厳格な担当医である七瀬とはぎこちない仲だったが、七瀬が改心してからは良いコンビとなっている。
病状が悪化し、クリーンルームに移される。一時は生死の境をさまようが、石原の授業と七瀬の治療により一命をとりとめ、骨髄バンクのドナーも見つかった。その後は回復し、再び石原の授業を受けている。
田中 香
演 - 高良光莉
中学2年生。慢性腎炎で入院中。石原がつけたあだ名は「たなっち」。眼鏡をかけている。石原との勝負に負け、約束通りやめる前は授業中にいつも漫画を読んでおり、石原には無関心だった（それはつまり、出席はしているものの事実上の授業放棄を意味した）。大人しく目立たなかったが、次第に発言が増えていく（自分でも言うほど「（それまでの自分には）珍しく」ボケる姿も見られるようになった）。意外に素直じゃない面もある。発病前は、ソフトボール部の主力選手であり、明るく快活な性格でクラスの人気者だった。
横山 一
演 - 尾美としのり
石原の行きつけの定食屋「一膳飯」店主。石原のよき理解者でもある。
権田 俊郎
演  - 光石研
非常勤の院内学級教師。美術担当。少々ロマンチストな性格で、会話のうちに自分の世界に入ってしまうことがある。
西森 倫子
演 - 平岩紙
非常勤の院内学級教師。音楽担当。教師になる前はヘヴィメタルミュージシャンを志していたらしい。
近藤 ミチル
演 - 入山法子
小児病棟の看護師。
遠野 治雄
演 - 高橋努
小児科医。看護師の滝川が好きだが、相手にしてもらえない。
滝川 琴美
演 - 工藤里紗
小児病棟の看護師。
千紘
演 - 能世あんな
「一膳飯」店員。
本間 ゆうた
演 - 前田航基（まえだまえだ）
小学4年生。複雑骨折で入院中。車いすで生活している。関西弁をしゃべる。ツッコミ担当。立ち位置は左。ドラマの頭で各話のテーマに沿った2人のショート漫才をする。お客さんは患者たち。
本間 きいた
演 - 前田旺志郎（まえだまえだ）
ゆうたの弟。兄を見舞いに来る。兄と同様、関西弁をしゃべる。ボケ担当。立ち位置は右。ドラマの頭で各話のテーマに沿った2人のショート漫才をする。お客さんは患者たち。
森村 千佳
演  - 八木優希
小児糖尿病で入院中。一日四回の注射を一人で打ったり家計簿をつけたりなど、小学三年生とは思えないほどしっかりとしている。院内学級での成績は優秀。母親想いで純粋な性格。
牧村 優
演 - 田島ゆみか
看護師。
樋口 陽子
演 - 住谷念美
看護師。
桜山 真
演 - 上川隆也
桜山総合病院院長。自由で大らかな性格の持ち主で、石原とすぐに打ち解ける。中立的な立場を取ることがあり、院内学級に必要性を感じている。「一膳飯」の生姜焼き定食を3000円と言ったり、支払いをカードで済ませようとしたり、少々感覚がズレている。前院長の父親（耕造）は、石原の恩師でもある。
兄の幸一が帰国したことにより、院内学級の閉鎖と自らの去就を迫られるが、その強い想いを耕造に伝え、院長として留まることになり、また院長室を院内学級の教室として石原らに明け渡した(自分の席は権田と西森の間に置いた)。
太川 絹
演 - 小林聡美
院内学級教師（小学生クラス担任・責任者）。院内学級に来たばかりの石原を指導する。石原とは正反対の性格の持ち主で、常に冷静で落ち着いており、すぐに突っ走ってしまう石原に対し叱責する。だが、時にはヒントとなるような助言を言うこともある謎めいた人物。生徒思いで、人を惹き付ける天性の才能を持っている為に、石原からは「冷蔵庫（のように性格が冷たい）」と言われライバル視されている。実は大道芸人の劇団の座長の娘だが、高校の時に家を出て以来、劇団には近付いていない。本人を知る人物からは「シルクちゃん」と呼ばれている。ゴキブリが大の苦手。

### その他
桜山 耕造
演 - 神山繁（第1話・最終話）
桜山総合病院前院長。石原の恩師。石原を院内学級の教師にならないかと誘う。
境
演 - 半海一晃（第1話）
花火師。
藤原 理沙
演 - 金澤美穂（第2話・最終話）
雅樹の初恋の相手。石原に強引に説得され、少しの間院内学級に入ることになる。
浅草「タガワ パフォーミング 劇場」の大道芸人達
演 - 小林すすむ、Mr.Dai、ハードパンチャーしんのすけ（第2話）
絹の実家。
藤原理沙の母
演 - 宮地雅子（第2話）
森村 佳美
演 - 芳本美代子（第3話）
千佳の母親。千佳を厳しくしつけている。
和田 邦春
演 - 山崎一（第5話・第9話・最終話）
雅樹の父親。雅樹の病状が良くないと知り、嘘をついてでも本人に病状のことがばれないように七瀬に言う。
通行人
演 - 木村洋二（札幌テレビアナウンサー）（第5話）
小山内 良三
演 - 佐戸井けん太（第6話）
七瀬の恩師、帝都大の教授。
漆原
演 - ダンカン（第7話）
「最期に笑いたい。」との理由で入院した石原の噂を聞き、同じ病室に移る。末期の心臓病を患っており（石原はこのことを知らなかった）、後日亡くなる。
医師
演  - 原由子（第7話）
桜山 幸一
演 - 羽場裕一（第7話 - 最終話）
真の兄。新生児用の医療設備を設置するために、院内学級を閉鎖させようとする。
田代
演 - 河西健司
校長先生。

## スタッフ
- 脚本：土田英生、根本ノンジ、佐藤久美子、高梨一起、山岡真介
- 演出：佐久間紀佳、吉野洋、茂山佳則
- 音楽：中塚武
- 主題歌：原由子「夢をアリガトウ」（タイシタレーベル／ビクターエンタテインメント）
- サウンドデザイン：石井和之
- 院内学級監修：横田雅史（帝京平成大学）
- プロデューサー：大倉寛子、秋元孝之
- チーフプロデューサー：櫨山裕子
- 制作協力：オフィスクレッシェンド
- 製作著作：日本テレビ

## 放送日程
| 各話                                                      | 放送日  | サブタイトル         | 脚本                | 演出       | 視聴率 |
| --------------------------------------------------------- | ------- | -------------------- | ------------------- | ---------- | ------ |
| 第1話                                                     | 7月08日 | 病院にKY教師登場!?   | 土田英生            | 佐久間紀佳 | 9.4%   |
| 第2話                                                     | 7月15日 | 闘病中学生勇気の初恋 | 土田英生            | 佐久間紀佳 | 8.9%   |
| 第3話                                                     | 7月22日 | 嘘つき娘の母への想い | 根本ノンジ          | 吉野洋     | 8.2%   |
| 第4話                                                     | 7月29日 | 屈折少女に心のエール | 佐藤久美子          | 佐久間紀佳 | 7.9%   |
| 第5話                                                     | 8月05日 | 愛してるから嘘をつく | 高梨一起            | 吉野洋     | 6.9%   |
| 第6話                                                     | 8月12日 | 女医の涙と生徒の笑顔 | 土田英生            | 茂山佳則   | 7.9%   |
| 第7話                                                     | 8月19日 | 友人の死! 消えた笑顔 | 山岡真介            | 佐久間紀佳 | 8.7%   |
| 第8話                                                     | 8月26日 | 学級閉鎖と涙の決断!  | 根本ノンジ          | 吉野洋     | 8.3%   |
| 第9話                                                     | 9月02日 | 聞こえる? 窓越し授業 | 高梨一起            | 佐久間紀佳 | 7.0%   |
| 最終話                                                    | 9月09日 | 生と死と愛の卒業式!  | 山岡真介 根本ノンジ | 佐久間紀佳 | 9.8%   |
| 平均視聴率 8.3%（視聴率は関東地区・ビデオリサーチ社調べ） |         |                      |                     |            |        |

- 初回は22時 - 23時9分の15分拡大放送。